# CTSA-Portillo

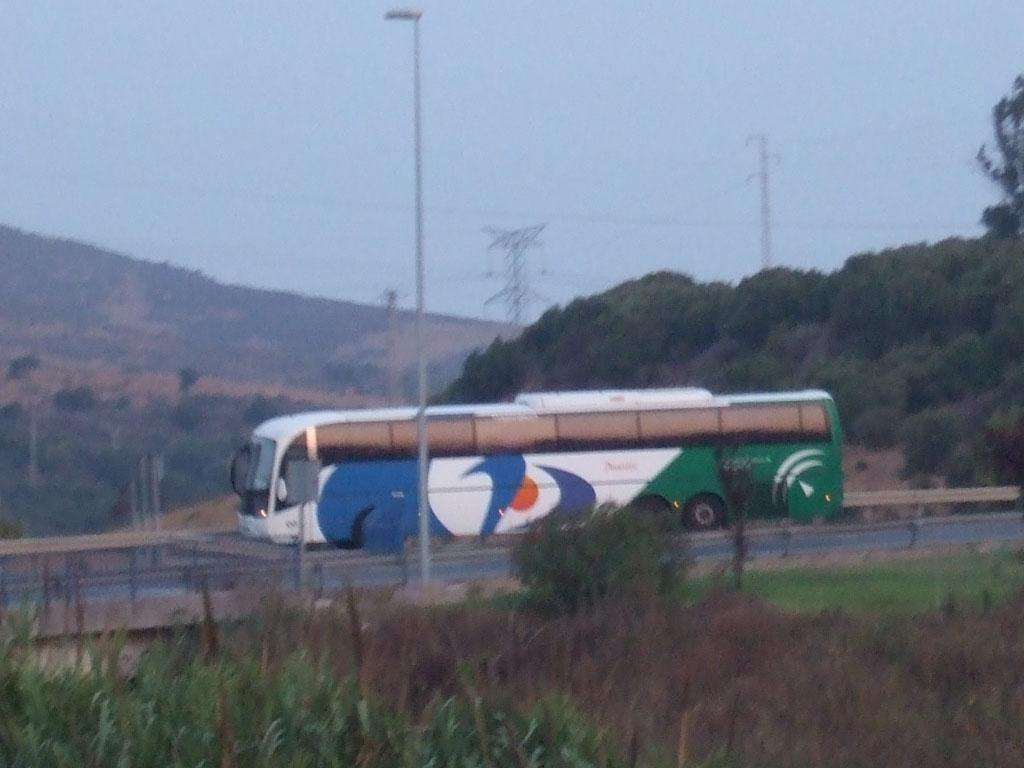
Autobús de Portillo realizando la ruta Algeciras-Málaga, en San Roque.

Portillo es la marca de Corporación Española de Transporte (CTSA) con la que opera el transporte regular de viajeros en la Costa del Sol y entre Málaga y Algeciras (España).

## Características
CTSA Portillo es la adjudicataria del transporte urbano en autobús en Benalmádena, Marbella y Torremolinos y la adjudicataria mediante concesión pública del transporte interurbano en la Costa del Sol desde Málaga hasta Algeciras, con trayectos ampliados hacia Cádiz, Granada, Ronda y Sevilla. Cuenta con una flota de 180 vehículos y opera más de 90 líneas. Todos los servicios que se realizan en el área metropolitana de Málaga están adscritos al Consorcio de Transporte Metropolitano del Área de Málaga
Sus cocheras y talleres se encuentran en el polígono industrial Guadalhorce de Málaga, tras haberse mudado de sus antiguas instalaciones en la barriada de Puerta Blanca. Gestiona además las estaciones de autobuses de Marbella y La Línea de la Concepción.

## Historia
La empresa fue fundada con el nombre de Portillo y Cía. S.L. en el primer cuarto del siglo XX por una familia procedente de Huéscar (Granada) encabezada por Juan de Dios Portillo, que en 1922 logró la primera concesión administrativa en transporte de pasajeros por carretera entre Málaga y La Línea de la Concepción. En 1972 pasa a denominarse Automóviles Portillo S.A.; su dueña era Paquita Portillo y más tarde vendió las acciones a Ricardo Villar y este la vendió en 2001 a CTSA, propiedad de FCC pasando a denominarse CTSA-Portillo. Desde noviembre de 2007 la empresa pasa al grupo Avanza, en manos del grupo británico de capital riesgo Doughty Hanson.

## Servicios
En la actualidad, la empresa ofrece transporte de pasajeros en los siguientes recorridos:

### Interurbanos de media y larga distancia
- Málaga-Algeciras-Cádiz
- Málaga-Algeciras
- Málaga-La Línea de la Concepción
- Málaga-Marbella-Estepona
- Málaga-Marbella-Ronda
- Málaga-Coín-Monda-Guaro
- Málaga-Tolox
- Algeciras-Granada
- Casares-Estepona
- Fuengirola-Ronda-Sevilla
- La Línea de la Concepción-Granada
- Marbella-Estepona

### Integrados en elConsorcio de Transporte Metropolitano del Área de Málaga

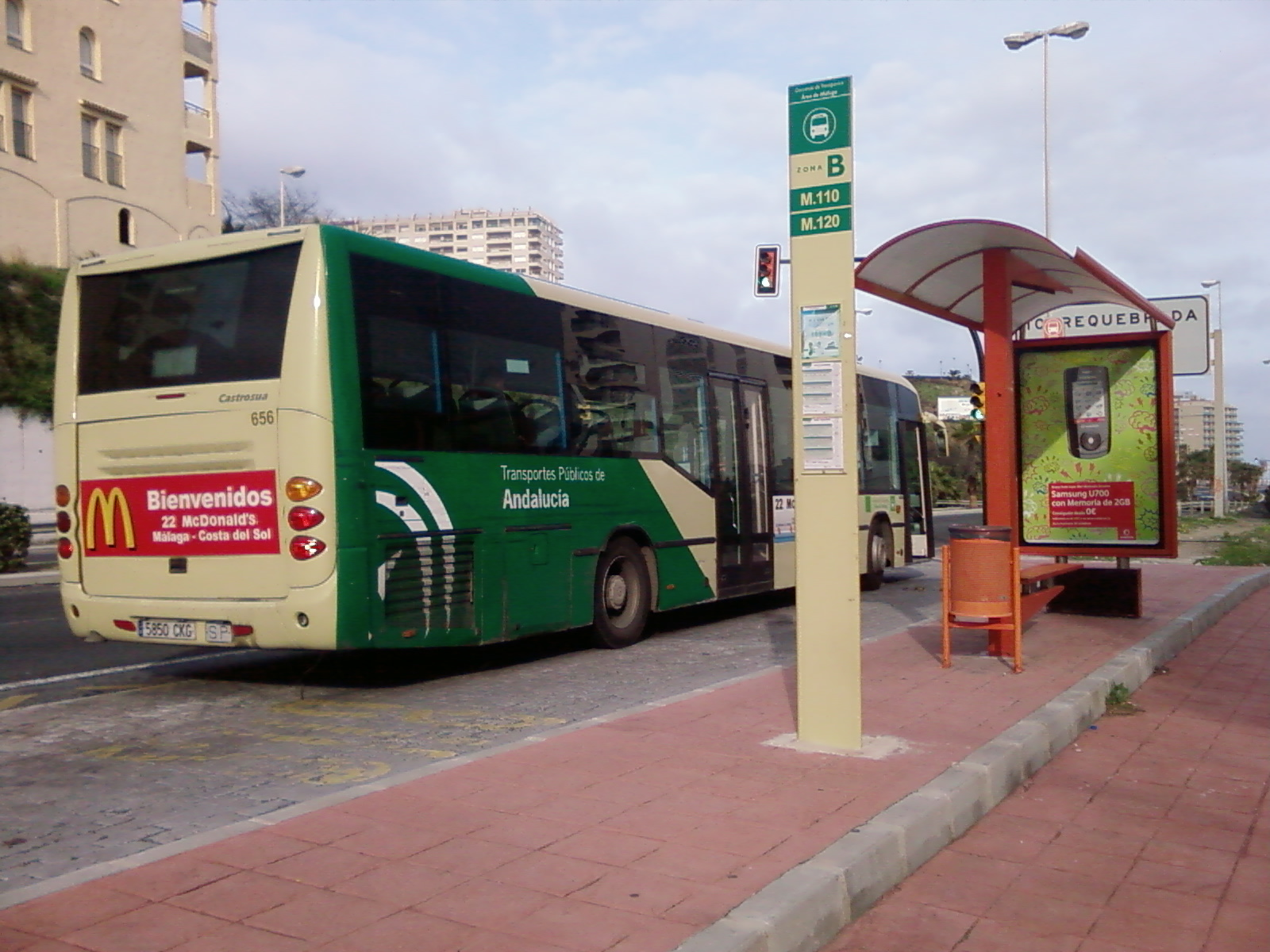
Autobús de la línea en Benalmádena, con los colores del Consorcio.

| Líneas interurbanas de CTSA Portillo integradas en el Consorcio de Transporte Metropolitano del Área de Málaga | Líneas interurbanas de CTSA Portillo integradas en el Consorcio de Transporte Metropolitano del Área de Málaga | Líneas interurbanas de CTSA Portillo integradas en el Consorcio de Transporte Metropolitano del Área de Málaga | Líneas interurbanas de CTSA Portillo integradas en el Consorcio de Transporte Metropolitano del Área de Málaga |
| Línea | Trayecto | Información | |
| --- | --- | --- | --- |
| M-110 | Málaga-Benalmádena Costa                                                                                       | Horarios y Paradas                                                                                             | |
| M-112 | Málaga-Mijas                                                                                                   | Horarios y Paradas                                                                                             | |
| M-113 | Málaga-Fuengirola (Directo)                                                                                    | Horarios y Paradas                                                                                             | |
| M-114 | Mijas-Teatinos                                                                                                 | Horarios y Paradas                                                                                             | |
| M-116 | Benalmádena-Teatinos                                                                                           | Horarios y Paradas                                                                                             | |
| M-118 | Cártama-Teatinos                                                                                               | Horarios y Paradas                                                                                             | |
| M-120 | Torremolinos-Fuengirola                                                                                        | Horarios y Paradas                                                                                             | |
| M-121 | Torremolinos-Benalmádena-Mijas                                                                                 | Horarios y Paradas                                                                                             | |
| M-122 | Mijas-Fuengirola                                                                                               | Horarios y Paradas                                                                                             | |
| M-123 | Churriana-Benalmádena Costa                                                                                    | Horarios y Paradas                                                                                             | |
| M-124 | Carola-Torremolinos                                                                                            | Horarios y Paradas                                                                                             | |
| M-125 | Patronato-Torremolinos                                                                                         | Horarios y Paradas                                                                                             | |
| M-126 | Benalmádena-Torremolinos                                                                                       | Horarios y Paradas                                                                                             | |
| M-127 | Las Lagunas-Estación de autobuses                                                                              | Horarios y Paradas                                                                                             | |
| M-129 | Estación de autobuses-Las Lagunas-Cementerio-Hipódromo]]                                                       | Horarios y Paradas                                                                                             | |
| M-131 | Málaga-Cártama                                                                                                 | Horarios y Paradas                                                                                             | |
| M-132 | Málaga-Alhaurín el Grande                                                                                      | Horarios y Paradas                                                                                             | |
| M-133 | Málaga-Alhaurín de la Torre-Pinos de Alhaurín                                                                  | Horarios y Paradas                                                                                             | |
| M-146 | Cártama-El Sexmo-Teatinos-Málaga                                                                               | Horarios y Paradas                                                                                             | |
| M-147 | Málaga-Teatinos-Cártama                                                                                        | Horarios y Paradas                                                                                             | |
| M-148 | Málaga-El Sexmo-Cártama                                                                                        | Horarios y Paradas                                                                                             | |
| M-160 | Málaga-Rincón de la Victoria-Cotomar                                                                           | Horarios y Paradas                                                                                             | |
| M-163 | Málaga-Los Rubios                                                                                              | Horarios y Paradas                                                                                             | |
| M-168 | Rincón de la Victoria-Málaga (Búho)                                                                            | Horarios y Paradas                                                                                             | |
| M-220 | Fuengirola-Marbella                                                                                            | Horarios y Paradas                                                                                             | |
| M-221 | Fuengirola-Coín                                                                                                | Horarios y Paradas                                                                                             | |
| M-230 | Málaga-Coín (por Alhaurín de la Torre y Alhaurín el Grande)                                                    | Horarios y Paradas                                                                                             | |
| M-320 | Málaga-Marbella                                                                                                | Horarios y Paradas                                                                                             | |
| M-334 | Málaga-Guaro (por Alhaurín de la Torre y Alhaurín el Grande)                                                   | Horarios y Paradas                                                                                             | |
| M-336 | Guaro-Málaga (Por Alhaurín el Grande y Cártama)                                                                | Horarios y Paradas                                                                                             | |
| M-344 | Málaga-Tolox (por Cártama y Alhaurín el Grande)                                                                | Horarios y Paradas                                                                                             | |
| M-345 | Málaga-Coín (por Cártama)                                                                                      | Horarios y Paradas                                                                                             | |
| M-421 | Feria de Málaga-Benalmádena Costa                                                                              | Horarios y Paradas                                                                                             | |
| M-424 | Feria de Málaga-Alhaurín de la Torre-Pinos de Alhaurín                                                         | Horarios y Paradas                                                                                             | |
| M-428 | Feria de Málaga-Rincón de la Victoria                                                                          | Horarios y Paradas                                                                                             | |
| M-520 | Mijas Pueblo-La Cala de Mijas (sólo verano)                                                                    | Horarios y Paradas                                                                                             | |
| M-620 | Mijas Pueblo-Benalmádena Costa (nocturno) (sólo verano)                                                        | Horarios y Paradas                                                                                             | |

### Integrados en elConsorcio de Transporte Metropolitano del Campo de Gibraltar
| Líneas interurbanas de CTSA Portillo integradas en el Consorcio de Transporte Metropolitano del Campo de Gibraltar | Líneas interurbanas de CTSA Portillo integradas en el Consorcio de Transporte Metropolitano del Campo de Gibraltar | Líneas interurbanas de CTSA Portillo integradas en el Consorcio de Transporte Metropolitano del Campo de Gibraltar | Líneas interurbanas de CTSA Portillo integradas en el Consorcio de Transporte Metropolitano del Campo de Gibraltar |
| Línea | Trayecto | Horarios | Operadora |
| --- | --- | --- | --- |
| M-230 | San Roque-La Línea                                                                                                 | Horarios | Comes]] y Portillo                                                                                                 |
| M-240 | Estepona-La Línea                                                                                                  | Horarios | Portillo |

### Transporte urbano
CTSA-Portillo es responsable de los siguientes servicios de autobuses urbanos:
- Urbanos de Torremolinos
- Urbanos de Benalmádena
- Urbanos de Marbella
- Transporte Urbano de Estepona.